# Мостищанська вулиця
Мости́щанська ву́лиця — вулиця в Деснянському районі міста Києва, місцевість Куликове. Пролягає від вулиці Остапа Вересая до  Мостищанського провулка.
Прилучається Томашевська вулиця.

## Історія
Вулиця виникла в середині XX століття. Сучасну назву набула 1957 року.
У 1980-х роках під час знесення старої забудови селища Куликове та будівництва житлового масиву планувалася під знесення. Однак більша частина вулиці разом із одноповерховими приватними будинками не була знесена і збереглася до сьогоднішнього часу. Проте вулиця довгий час вважалася ліквідованою і в довіднику «Вулиці Києва», виданому 1995 року, наведена в переліку зниклих вулиць. 
2015 року вулицю поновлено в реєстрі та нанесено на карти міста.